# La fête sauvage
La fête sauvage (het feest van de wildernis) is een studioalbum van Vangelis, soms verschenen onder de meer volledige naam Vangelis Papathanassiou. Het album bevat muziek, die gecomponeerd is voor opnieuw een film van Frederic Rossif. Al eerder schreef hij L'apocalypse des animaux voor die regisseur, later volgde Opera sauvage. De muziek bestaat uit de voor Vangelis gebruikelijke stijl van elektronische muziek met daardoorheen etnische muziek.
Voor zang en percussie werden aanvullende musici uitgenodigd naar de Nemo Studio, de privéstudio van Vangelis. Niet alle uitgiftes van het album vermeldden de andere musici.

## Musici
- Vangelis – toetsinstrumenten,
- D.A. Admas King Potato, Lotty Amao, Idris Baba, Bendadoo, E. Lord Eric, larley Ottoo, Paul Jeffrey – onbekend
- Vana Veroutis - zang

## Tracklist
| Nr. | Titel                                             | Duur  |
| --- | ------------------------------------------------- | ----- |
| 1.  | La fete sauvage (soms gesplitst in 20:18 / 18:12) | 39:22 |